# Felix Leiter
Felix Leiter is een personage uit de James Bondromans en -films. Het personage duikt op in negen Bondfilms en wordt hierin door zeven verschillende acteurs gespeeld. Felix is als agent verbonden aan de CIA en is een van Bonds beste vrienden.

## Boeken
Felix Leiter verscheen voor het eerst in de boeken in Casino Royale, hij is een ex lid van de United States Marine Corps en werkt nu voor de CIA, hij is een blonde Texaan en helpt Bond bij de missie van de SMERSH Accountant Le Chiffre
Hij verschijnt opnieuw in Live and Let Die waar hij Bond helpt de Harlemse gangster Mr. Big te schaduwen, hij wordt echter later door Mr. Bigs hulpje The Robber in Florida aan een haai gevoerd waarbij hij een arm en een been verliest, Bond treft hem later aan op een bed onder het bloed. Maar hij keert terug in Diamonds Are Forever waar zijn arm vervangen is door een haak, hij helpt hier Bond met zijn onderzoek naar het einde van de pijpleiding van The Spangled Mob, en laat zijn vriend Ernie Cureo Bond helpen in Las Vegas. Leiter blijkt in dit verhaal te werken voor Detectivebureau Pinkerton, omdat hij bij de CIA alleen nog bureauwerk te doen kreeg, wat hem verveelde. In Goldfinger slaagt Bond erin hem te waarschuwen voor de aanval op Fort Knox, waarbij Leiter het Amerikaanse leger op tijd inlicht, en Bond helpt tegen Auric Goldfinger.
In Thunderball is hij vanwege de ernstige situatie weer bij de CIA in dienst gevraagd en helpt hij Bond op de Bahama's met zijn onderzoek. Hij raakt uiteindelijk verzeild in een gevecht tussen Bond en Emilio Largo.
In The Man with the Golden Gun helpt Leiter Bond om Francisco Scaramanga te schaduwen in Jamaica die bezig is aan de bouw van een hotel.
In John Gardners boek For Special Services is Leiter weer van de partij en dit keer ontmoet Bond zijn dochter Cedar Leiter waarmee Bond een relatie begint. In Gardners  Win, Lose or Die werkt Leiter samen met de president van de Verenigde Staten George H.W. Bush.
Leiter verschijnt in twee van Raymond Bensons boeken: in The Facts of Death waar hij Bond helpt met een missie in Texas en vervolgens in Doubleshot. Leiter krijgt in dit boek een Spaanse vriendin: Manuela.In deze boeken gebruikt hij soms een elektrische rolstoel, vanwege zijn verwondingen.
In 2008 verscheen het boek Devil May Care, waarin Leiter ook een actieve rol kreeg, en Pinkerton verliet om Bond te helpen.
In 2011 verscheen het boek Carte Blanche van Jeffery Deaver, ook in dit boek speelt Leiter weer een rol.

## Films
De eerste keer dat Felix in beeld komt in de films is in de eerste Bondfilm Dr. No (1962). Het personage wordt hier gespeeld door acteur Jack Lord. Dit is in de films hun eerste ontmoeting: in het begin van de film kent Bond Leiter alleen nog van naam.
In de derde Bondfilm Goldfinger (1964) wordt Felix neergezet door acteur Cec Linder. Volgens Richard Maibaum, de scenarist van Goldfinger, speelde Jack Lord niet meer mee omdat de producenten niet op diens eisen (onder andere een grotere rol en een hoger salaris) wilden ingaan. Het was overigens de bedoeling dat Linder de rol van Mr. Simmons zou spelen en acteur Austin Willis de rol van Felix voor zijn rekening zou nemen. Uiteindelijk hebben de twee van rol gewisseld. Leiter is in de film nog steeds een CIA-agent, en speelt een belangrijke rol in het tegenhouden van Auric Goldfinger.
In de volgende film, Thunderball (1965), is Felix weer van de partij. Dit keer in de gedaante van acteur Rik van Nutter. Leiter helpt Bond met het opsporen van de gestolen atoombommen, maar heeft verder niet zo'n actieve rol in het verhaal.
Diamonds Are Forever (1971) is de film waarin acteur Norman Burton Leiter gestalte geeft. Geheel in de (luchtige) lijn van de film, komt Leiter soms een beetje geïrriteerd over in dit verhaal, ondanks dat hij een belangrijke rol speelt. Niet alleen helpt hij Bond om door de Amerikaanse douane te komen, maar ook heeft hij de leiding over een groep agenten die Bond meerdere keren te hulp schiet, en lijkt hij de aanval op Blofelds booreiland te leiden.
Acteur David Hedison speelde in Live and Let Die (1973) de rol van Leiter. Hij is samen met Jeffrey Wright de enige acteur die deze rol twee keer heeft mogen spelen (zie onder). Leiter heeft de leiding van het CIA-onderzoek naar Dr. Kananga, in New York en New Orleans.
Felix Leiter verdwijnt hierna een lange tijd uit beeld. Pas in The Living Daylights (1987) verschijnt hij weer, als hij in Tanger het huis van wapenhandelaar Brad Whitaker in de gaten houdt. In deze film wordt hij gespeeld door John Terry, maar Leiter heeft maar een kleine rol, van slechts twee scènes.
In Licence to Kill (1989) geeft David Hedison hij de CIA-agent opnieuw gestalte. En deze keer maakt het personage zelfs deel uit van het verloop van het verhaal. Nadat hij is getrouwd, wordt zijn vrouw vermoord en wordt hij zelf aan een haai gevoerd, wat hem zijn been kost. Bond (Timothy Dalton) gaat op eigen houtje achter de dader Sanchez aan, waardoor hij zijn 'licence to kill' (vergunning om te doden) moet inleveren. Op het einde van de film is Leiter herstellende in het ziekenhuis, waarbij hij Bond over de telefoon vertelt dat hij hoopt om snel weer aan het werk te kunnen. Daarna werd echter een tijdlang niets meer vernomen van Leiter en kreeg Bond op zijn missies hulp van een andere agent: Jack Wade (Joe Don Baker).
Felix Leiter keert weer terug, gespeeld door Jeffrey Wright in Casino Royale (2006). Wright is de eerste donkere acteur die het personage speelt in een "officiële" Bondfilm (Bernie Casey speelde een donkere Leiter in 1983 in de "onofficiële" Bondfilm Never Say Never Again). Aangezien deze film een "reboot" is, en de films ervoor derhalve in een andere tijdlijn spelen, is Felix nu weer actief als CIA-agent en maken Bond en hij in deze film "opnieuw" voor het eerst kennis. Leiter is net als Bond aanwezig op het pokertoernooi, maar is niet zo'n goed speler als Bond of Le Chiffre. Als Bond door een grote gok verliest, maakt Leiter zich bekend als "een broeder uit Langley", en biedt hem de 5 miljoen dollar die Bond nodig heeft om mee te kunnen blijven spelen, onder voorwaarde dat Bond Le Chiffre aan de CIA overlaat.
In het vervolg Quantum of Solace uit 2008 vertolkt ook Wright voor de tweede keer de rol, dit omdat het een direct vervolg is. Leiter werkt nu als een CIA-officier onder Gregory Beam, de sectiechef van Zuid-Amerika. Leiter is er op tegen om een overeenkomst met Dominic Greene te maken, en helpt Bond daarom stiekem door hem te verklappen waar Greene en Medrano zitten. Bond verijdelt Greenes plannen, en Beam wordt ontslagen, waarna Leiter zijn positie overneemt. Leiter komt niet voor in de hierop volgende Bondfilms, al wordt hij wel genoemd in Spectre, waarin Bond zijn naam geeft aan een hulpeloze weduwe. In No Time to Die keert Wright voor de derde keer terug als Leiter. In No Time to Die uit 2021 keert Leiter terug met een missie voor Bond om achter een wetenschapper aan te gaan, wat leidt tot een missie om Lyutsifer Safin uit te schakelen.

### Overzicht van de acteurs

#### In de EON-films
- Jack Lord (Dr. No - 1962)
- Cec Linder (Goldfinger - 1964)
- Rik Van Nutter (Thunderball - 1965)
- Norman Burton (Diamonds Are Forever - 1971)
- David Hedison (Live and Let Die en Licence to Kill - 1973 & 1989)
- John Terry (The Living Daylights - 1987)
- Jeffrey Wright (Casino Royale, Quantum of Solace en No Time to Die- 2006, 2008 & 2021)

#### In de niet EON-films
- Michael Pate (Casino Royale - 1954) - als 'Clarence Leiter' (Leiter is in deze versie een Britse agent, en Bond een Amerikaanse)
- Bernie Casey (Never Say Never Again - 1983)